# حتى الممات (فلم 2021)
حتى المماتهو فيلم رعب وتشويق أمريكي، تم إصداره عام 2021، من إخراج إس كيه دايل في بداياته كمخرج، ومن سيناريو الكاتب جيسون كارفي. ونجوم هذا الفيلم هم الممثلين: ميغان فوكس وكالان مولفي وإوين ماكين وأمل أمين وجاك روث.
تم إصداره في 2 يوليو 2021، بواسطة Screen Media Films .

## مقدمة
إيما غير سعيدة، ومستاءة من زواجها من مارك. وقد أنهت مؤخراً ارتباطها بعلاقة حب، برجل خارج إطار الزواج. يفاجئها مارك برحلة في ذكرى زواجهم إلى منزل منعزل قرب البحيرة التي لطالما اعتادوا على المكوث فيها معاً في الأوقات السعيدة. لا تبدو الأمور كما هي عليه، ففي الصباح التالي تستيقظ إيما مكبلة اليد مع جثة مارك. وتجبرها الأيام القليلة القادمة على السير في طريق ما للبقاء على قيد الحياة، فهي لا تواجه عقبات جسدية فحسب، بل تواجه أيضاً صدمة نفسية سابقة، حيث تكررت هذه الصدمة مرة آخرى لترهيبها.

## طاقم الفيلم
- ميغان فوكس بدور إيما [1]
- كالان مولفي بدور بوبي راي
- أوين ماكين بدور مارك
- أمل أمين بدور توم
- جاك روث بدور جيمي

## الإنتاج
تم الإعلان في فبراير 2020 عن انضمام ميغان فوكس إلى طاقم الفيلم، مع إخراج إس كيه دايل الفيلم من سيناريو لجيسون كارفي. وفي أغسطس عام 2020، انضم كل من الممثلين كالان مولفي وأوين ماكين وأمل أمين وجاك روث إلى طاقم الفيلم.
بدأ التصوير الرئيسي للفيلم في أغسطس 2020، في مدينة صوفيا، في بلغاريا . وكان من المقرر أن يبدأ إنتاج الفيلم في وقت سابق في مارس 2020، لكن تم تأخير إنتاج الفيلم بسبب وباء COVID-19 .

## الإصدار
في مايو 2021، حصلت Screen Media Films على حقوق توزيع الفيلم. وتم إصدار الفيلم في 2 يوليو 2021.

## الاستقبال
يحمل فيلم حتى الممات قبولاً تصل نسبته إلى 89٪ بناء على تقييم موقع التجميع Rotten Tomatoes، بالاعتماد على 19 تقييماً، بمعدل يبلغ 6.60/ 10. وعلى موقع Metacritic ، حصل الفيلم على تصنيف 66 من أصل 100 فيلم، بناءً على تقييم 5 نقاد ، مما يشير إلى تقييمات إيجابية بشكل عام.

## روابط خارجية
- حتى الممات  في قاعدة بيانات الأفلام على الإنترنت (بالإنجليزية)
- حتى الممات (فلم 2021) في روتن توميتوز.
- [http://www.metacritic.com/movie/till-death

```
حتى الممات (فلم 2021)] في 
موقع ميتاكريتيك.
```